# إل تييمبو إس أورو
 إل تييمبو إس أورو  هو الألبوم الثالث للمغنية المكسيكية باولينا روبيو وصدر في مارس من العام 1995. من إنتاج شركة EMI. احتوى على عدة أغاني مثل: "Te Daría Mi Vida" و"Nada de Ti".